# Барон Инчикуин

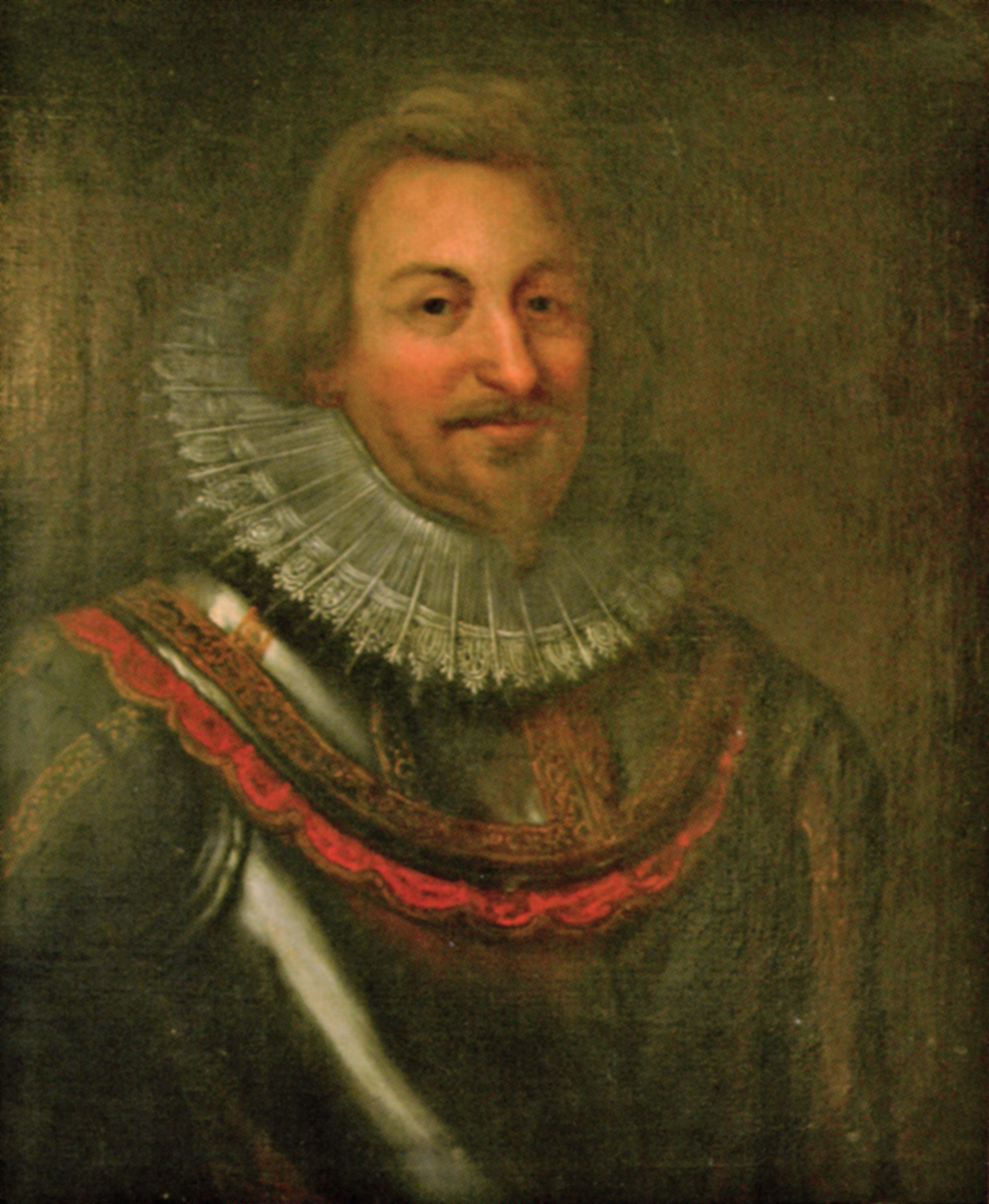
Мурроу О’Брайен, 1-й граф Томонд, 1-й барон Инчикуин (1543—1551)

Барон Инчикуин (англ. Baron Inchiquin) — один из старых аристократических титулов в системе Пэрства Ирландии.

## История
Барон Инчикуин — один из двух титулов, созданных 1 июля 1543 года для Мурхада (Мурроу) О’Брайена, короля Томонда (ум. 1551), который вёл своё происхождение от верховного короля Ирландии Бриана Бору. Мурроу О’Брайен принес оммаж королю Англии Генриху VIII Тюдору, отказался от своего ирландского королевского титула, обязался соблюдать английские обычаи и законы, отречься от римско-католической веры и перейти в англиканство. Мурроу О’Брайен получил титулы графа Томонда и барона Инчикуина в системе Пэрства Ирландии. Его наследником был объявлен его племянник Доноу О’Брайен (ум. 1553), получивший титул барона Ибракана.

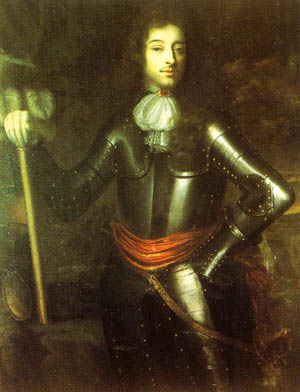
Мурроу О’Брайен, 1-й граф Инчикуин, 6-й барон Инчикуин (1614—1674)

После смерти Мурроу О’Брайена в 1551 году титул 2-го графа Томонда унаследовал его племянник Доноу О’Брайен, 1-й барон Ибракан. Титул же барона Инчикуина получил Дермод О’Брайен (1551—1557), старший сын Мурроу О’Брайена. Потомок Дермода, Мурроу О’Брайен, 6-й барон Инчикуин (1618—1674), был видным полководцем во время Ирландских конфедератских войн (1643—1648) и главнокомандующим роялистов во время завоевания Ирландии Кромвелем (1649—1653). В 1654 году для него был создан титул графа Инчикуина (Пэрство Ирландии). Ему наследовал его сын, Уильям О’Брайен, 2-й граф Инчикуин (1640—1692), который занимал посты английского губернатора Танжера (англ., 1675—1680) и Ямайки (1690—1692). Его внук, Уильям О’Брайен, 4-й граф Инчикуин (1700—1777), представлял в Палате общин Виндзор (1722—1727), Тамворт (1727—1734), Камелфорд (1741—1747) и Эйлсбери (1747—1754).
Ему наследовал в 1777 году его племянник и приёмный сын, Мурроу О’Брайен, 5-й граф Инчикуин (1726—1808), сын Джеймса О’Брайена (1695—1771) и внук Уильяма О’Брайена, 3-го графа Инчикуина. В 1800 году для него был создан титул маркиза Томонда в системе Пэрства Ирландии. В 1801 году Мурроу О’Брайен получил титул барона Томонда из Таплоу (Пэрство Соединённого королевства), что позволило ему заседать в Палате лордов. В 1808 году 1-й маркиз Томонд скончался, не оставив наследников мужского пола. После его смерти титул барона Томонда из Таплоу прервался, а титул маркиза и другие ирландские титулы унаследовал его племянник, Уильям О’Брайен, 2-й маркиз Томонд (1765—1846), второй сын капитана, достопочтенного Эдварда Доминика О’Брайена (1735—1801). Он заседал в Палате лордов в качестве ирландского пэра-представителя. В 1826 году для него был создан титул барона Тадкастера из Тадкастера в графстве Йоркшир в системе Пэрства Соединённого королевства. В 1846 году после смерти 2-го маркиза Томонда, не имевшего сыновей, ирландские титулы унаследовал его младший брат, адмирал Джеймс МакЭдвард О’Брайен, 3-й маркиз Томонд (1769—1855). Он не имел сыновей, поэтому после его смерти в 1855 году титулы маркиза Томонда и графа Инчикуина прервались.
Титул же барона Инчикуина в 1855 году унаследовал его дальний родственник, сэр Люциус О’Брайен, 5-й баронет (1800—1872), который стал 13-м бароном Инчикуином. Он был старшим сыном Эдварда О’Брайена, 4-го баронета (1773—1837). Ранее он представлял графство Клэр в Палате общин (1826—1830, 1847—1852) и заседал в Палате лордов в качестве одного из ирландских пэров-представителей. В 1843—1872 годах — лорд-лейтенант графства Клэр. Его сменил его сын, Эдвард О’Брайен, 14-й барон Инчикуин (1839—1900), который был ирландским пэром-представителем в Палате лордов Великобритании и лордом-лейтенантом графства Клэр (1879—1900). Его сын, Луциус О’Брайен, 15-й барон Инчикуин (1864—1929), также заседал в Палате лордов в качестве ирландского пэра-представителя.
По состоянию на 2024 год носителем титула являлся Конор Джон Энтони О’Брайен (род. 24 сентября 1952), сын Мурроу Ричарда О’Брайена (род. 1910), внук подполковника достопочтенного Мурроу О’Брайена (1866—1934), правнук 14-го барона Инчикуина, троюродный брат Конора Джона Майлса О’Брайена, 18-го барона Инчикуина (1943—2023), который сменил своего троюродного брата в 2023 году. В качестве члена ирландской знати, барон Инчикуин является вождем клана О’Брайен и принцем Томонда.
Титул баронета О’Брайена из Лименега в графстве Клэр (Баронетство Ирландии) был создан в 1686 году для Доноу О’Брайена (1642—1717), который в ирландской палате общин представлял графство Клэр (1692—1714). Он был потомком и тёзкой Доноу О’Брайена (ум. 1582), младшего сына 1-го графа Томонда и 1-го барона Инчикуина. Его внук, сэр Эдвард О’Брайен, 2-й баронет (1705—1765), также представлял графство Клэр в Ирландской палате общин (1727—1765). Его сын и преемник, Луциус О’Брайен, 3-й баронет (1731—1795), заседал в ирландском парламенте от Эннис (1761—1768, 1776—1778, 1790—1795), Клэр (1768—1776, 1778—1783) и Туама (1783—1790). Его сын, сэр Эдвард О’Брайен, 4-й баронет (1773—1837), представлял заседал в Палате общин Великобритании от графстве Клэр (1802—1826). Старший сын последнего, сэр Луциус О’Брайен, 5-й баронет (1800—1872), унаследовал в 1855 году титул барона Инчикуина.
Семейная резиденция — замок Дромоленд, в окрестностях Ньюмаркета-он-Фергуса, в графстве Клэр. Современный барон проживает в Томонд-хаусе в окрестностях Дромоленда.

## Бароны Инчикуин (креация 1543 года)
- 1543—1551: Мурроу О’Брайен, 1-й барон Инчикуин (умер 7 ноября 1551), сын Тойрделбаха Донна мак Тайдга О’Брайена, короля Томонда (1498—1528);
- 1551—1557: Дермод О’Брайен, 2-й барон Инчикуин[англ.] (умер 1 мая 1557), старший сын предыдущего;
- 1557—1574: Мурроу Макдермот О’Брайен, 3-й барон Инчикуин[англ.] (1550 — 20 апреля 1574), сын предыдущего;
- 1574—1597: Мурроу О’Брайен, 4-й барон Инчикуин[англ.] (1563 — 24 июля 1597), сын предыдущего;
- 1597—1624: Дермод О’Брайен, 5-й барон Инчикуин[англ.] (октябрь 1594 — 29 декабря 1624), сын предыдущего;
- 1624—1674: Мурроу О’Брайен, 6-й барон Инчикуин (октябрь 1618 — 9 сентября 1674), старший сын предыдущего, граф Инчикуин с 1654 года.

## Графы Инчикуин (креация 1654 года)
- 1654—1674: Мурроу О’Брайен, 1-й граф Инчикуин, 6-й барон Инчикуин (октябрь 1618 — 9 сентября 1674), старший сын Дермода О’Брайена, 5-го барона Инчикуина;
- 1674—1692: Уильям О’Брайен, 2-й граф Инчикуин, 7-й барон Инчикуин[англ.] (1640 — январь 1692), сын предыдущего;
- 1692—1719: Уильям О’Брайен, 3-й граф Инчикуин, 8-й барон Инчикуин[англ.] (1662 — 24 декабря 1719), сын предыдущего;
- 1719—1777: Уильям О’Брайен, 4-й граф Инчикуин, 9-й барон Инчикуин[англ.] (1700 — 18 июля 1777), старший сын предыдущего;
- 1777—1808: Мурроу О’Брайен, 5-й граф Инчикуин, 10-й барон Инчикуин[англ.] (1726 — 10 февраля 1808), старший сын достопочтенного Джеймса О’Брайена (1695—1771), племянник предыдущего, маркиз Томонд с 1800 года.

## Маркизы Томонд (1800)

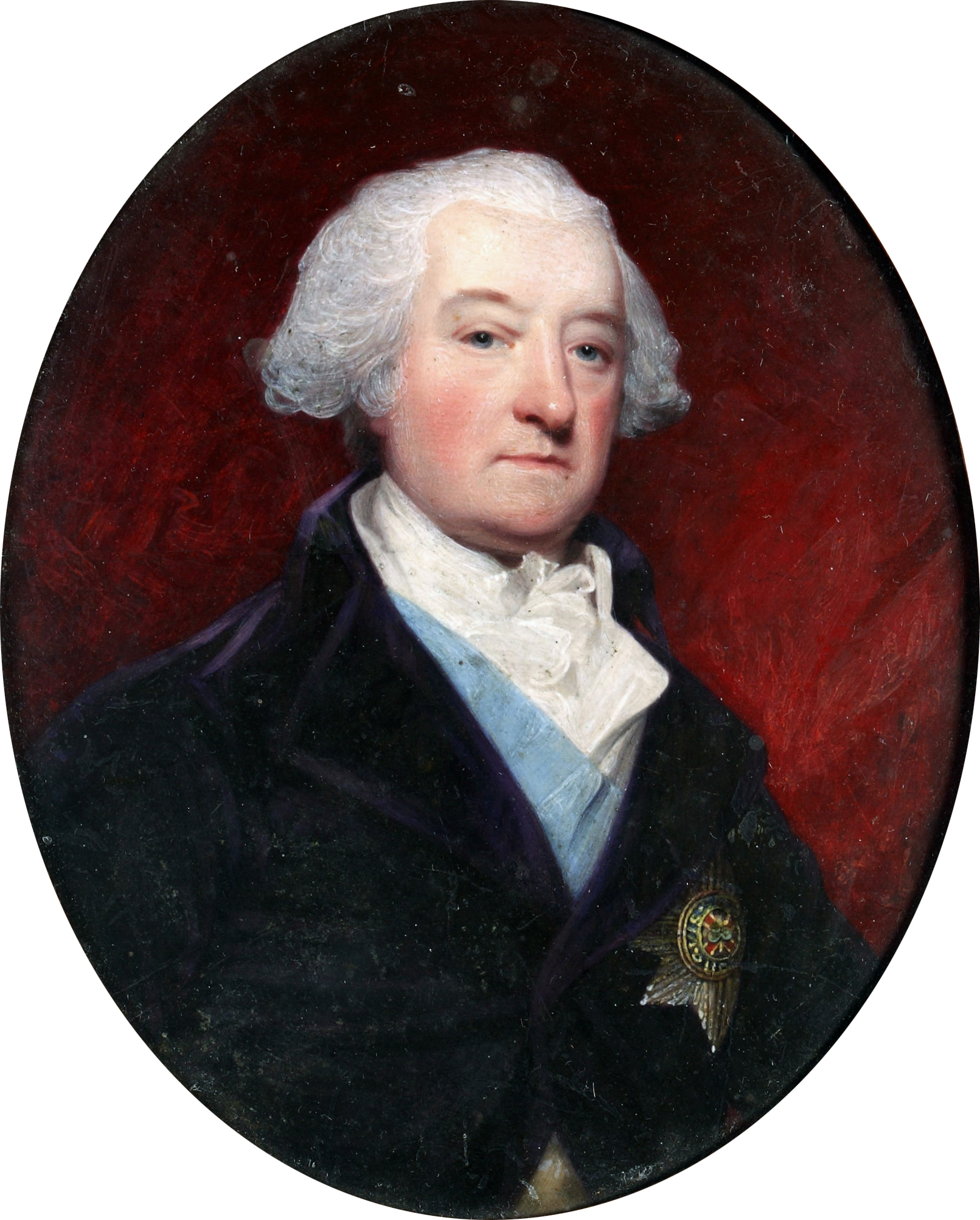
Мурроу О’Брайен (1726—1808), 5-й граф Инчикуин и 10-й барон Инчикуин (1777—1808), 1-й маркиз Томонд (1800—1808) и 1-й барон Томонд (1801—1808)

- 1800—1808: Мурроу О’Брайен, 1-й маркиз Томонд, 10-й барон Инчикуин[англ.] (1726 — 10 февраля 1808), старший сын достопочтенного Джеймса О’Брайена (1695—1771), внук Уильяма О’Брайена, 3-го графа Инчикуина[англ.];
- 1808—1846: Уильям О’Брайен, 2-й маркиз Томонд, 11-й барон Инчикуин[англ.] (1765 — 21 августа 1846), второй сын капитана Эдварда Доминика О’Брайена (1735—1801), внук достопочтенного Джеймса О’Брайена (1695—1771), правнук 3-го графа Инчикуина;
- 1846—1855: Адмирал Джеймс О’Брайен, 3-й маркиз Томонд, 12-й барон Инчикуин[англ.] (1768 — 3 июля 1855), младший брат предыдущего.

## Бароны Инчикуин (продолжение креации 1543 года)
- 1855—1872: Люциус О’Брайен, 13-й барон Инчикуин[англ.] (5 декабря 1800 — 22 марта 1872), старший сын сэра Эдварда О’Брайена, 4-го баронета (1773—1837);
- 1872—1900: Эдвард Доноу О’Брайен, 14-й барон Инчикуин[англ.] (14 мая 1839 — 9 апреля 1900), сын предыдущего;
- 1900—1929: Люциус Уильям О’Брайен, 15-й барон Инчикуин[англ.] (21 июня 1864 — 9 декабря 1929), старший сын предыдущего;
- 1929—1968: Доноу Эдвард Фостер О’Брайен, 16-й барон Инчикуин[англ.] (5 января 1897 — 19 октября 1968), старший сын предыдущего;
- 1968—1982: Паэдриг Люциус Эмброуз О’Брайен, 17-й барон Инчикуин[англ.] (4 апреля 1900 — 20 мая 1982), младший брат предыдущего;
- 1982—2023: Конор Джон Майлс О’Брайен, 18-й барон Инчикуин (17 июля 1943 — 3 июня 2023), племянник предыдущего, сын Фионна Милза Марионса О’Брайена (1903—1977), внук 15-го барона Инчикуина;
- 2023 — настоящее время: Конор Джон Энтони О’Брайен, 19-й барон Инчикуин (род. 24 сентября 1952), сын Мурроу Ричарда О’Брайена (род. 1910), внук подполковника достопочтенного Мурроу О’Брайена (1866—1934), правнук 14-го барона Инчикуина, троюродный брат предыдущего;
  - Наследник титула: Фионн Мурроу О’Брайен (род. 1987), единственный сын предыдущего.

## Баронеты О’Брайен из Лименага (1686)
- 1686—1717: Сэр Доноу О’Брайен, 1-й баронет[англ.] (1642 — 17 ноября 1717), сын полковника Коннора Макдоноу О’Брайена (1617—1651), внук Доноу О’Брайена (1595—1634/1635), правнук Коннора Макдоноу О’Брайена (ум. 1603/1604);
- 1717—1765: Сэр Эдвард О’Брайен, 2-й баронет[англ.] (7 апреля 1705 — 26 ноября 1765), сын Люциуса О’Брайена (1675—1717), внук предыдущего;
- 1765—1795: Сэр Люциус О’Брайен, 3-й баронет[англ.] (2 сентября 1731 — 15 января 1795), сын предыдущего;
- 1795—1837: Сэр Эдвард О’Брайен, 4-й баронет[англ.] (17 апреля 1773 — 13 марта 1837), старший сын предыдущего;
- 1837—1872: Сэр Люциус О’Брайен, 5-й баронет[англ.] (5 декабря 1800 — 22 марта 1872), старший сын предыдущего, 13-й барон Инчикуин с 1855 года.

## Вожди клана О’Брайен
- Мурроу О’Брайен (ум. 7 ноября 1551), 1-й граф Томонд;
- Доноу О’Брайен (ум. 6 сентября 1582), сын предыдущего;
- Конор О’Брайен (ум. 2 января 1603), сын предыдущего;
- Доноу О’Брайен (1595 — 10 января 1635), сын предыдущего;
- Конор О’Брайен (1617—1651), сын предыдущего;
- Доноу О’Брайен[англ.] (1642 — 17 ноября 1717), сын предыдущего, 1-й баронет (с 1686 года);
- Люциус О’Брайен (1675 — 6 января 1717), старший сын предыдущего;
- Эдвард О’Брайен (7 апреля 1705 — 26 ноября 1765), сын предыдущего, 2-й баронет (1717—1765);
- Люциус О’Брайен (2 сентября 1731 — 15 января 1795), сын предыдущего, 3-й баронет (1765—1795);
- Эдвард О’Брайен (17 апреля 1773 — 13 марта 1837), старший сын предыдущего, 4-й баронет (1795—1837);
- Люциус О’Брайен (5 декабря 1800 — 22 марта 1872), старший сын предыдущего, 5-й баронет (1837—1872) и 13-й барон Инчикуин (1855—1872);
- Эдвард Доноу О’Брайен[англ.] (14 мая 1839 — 9 апреля 1900), сын предыдущего;
- Люциус Уильям О’Брайен (21 июня 1864 — 9 декабря 1929), старший сын предыдущего;
- Фионн О’Брайен (28 октября 1903 — 2 августа 1977), младший (третий) сын предыдущего;
- Конор Майлс Джон О’Брайен (17 июля 1943 — 3 июня 2023), единственный сын предыдущего.

## Искусство и культура
Лорд Инчикуин — это название традиционной ирландской песни, созданной Торлой О’Кароланом и посвященной его современнику Уильяму О’Брайен, 4-му графу Инчикуину (1700—1777).
Художник Джордж О’Брайен (1821—1888), живший в Австралии и Новой Зеландии, был потомком первого барона Инчикуина.